# Skoleskaklærer-uddannelsen
Dansk Skoleskak har siden 2009 udbudt skoleskaklærer-uddannelsen, der uddanner lærere og pædagoger i skoleskak, formidling af regler og nyeste undervisningsmetoder i skoleskak. Uddannelsen er omtalt på Folkeskolen.dk.
Skoleskak er flere steder flyttet ind i undervisningen i den danske folkeskole, blandt andet som supplement til matematik, idræt, dansk og engelsk.
"...”Specialundervisningens omfang er steget og steget i forhold til almenundervisningen, og skoleskak kan meget vel være en af løsningerne til at bringe mere læring og ro for nogle af de elever, der har brug for noget ekstra opmærksomhed”. 
 − Niels Egelund, professor i specialpædagogik.